# Tadao Yasuda
Tadao Yasuda (安田 忠夫 Yasuda Tadao?) (Tokio, 9 de octubre de 1963) es un practicante de sumo, luchador profesional y artista marcial mixto japonés retirado. Es conocido también por el shikona Takanofuji Tadao (孝乃富士 忠雄 en japonés) durante su estancia en el sumo.
Yasuda es más conocido por su carrera en la lucha libre profesional, primero como parte de New Japan Pro Wrestling y más tarde de Pro Wrestling ZERO1 y HUSTLE. Figura como uno de los miembros más polémicos de la historia de NJPW por su notoria poca profesionalidad, constantes problemas de rendimiento, irregular vida personal y trato de favor por parte de los directivos, llegando a ser considerado el luchador más odiado de la compañía. El resto de su carrera Tadao aprovechó de forma importante esta fama, fungiendo como un nombre mediático en la lucha libre japonesa hasta su retiro en 2011.

## Carrera en el sumo
Hizo su debut profesional a la edad de 15 años, en marzo de 1979, después de haber terminado el colegio.
En su debut utilizó como su shikona, su nombre real Yasuda Tadao (安田 忠夫 en japonés), el cual utilizó durante un año; para luego cambiarlo a Fujinomori Tadao (富士の森 忠夫 en japonés), el cual usaría durante cuatro años; para luego cambiarlo definitivamente a Takanofuji Tadao (孝乃富士 忠雄 en japonés).
Fue reclutado por la Kokone beya.
El rango más alto que alcanzó fue el de komusubi.
Durante su permanencia en el sumo ganó 1 kanto-shō y 2 kinboshis.
Se retiró en mayo de 1992.
Nunca ganó ningún yusho de ninguna categoría.

### Historial
| Año (Honbasho) | Hatsu Basho (enero) (ciudad de Tokio) | Haru Basho (marzo) (ciudad de Osaka) | Natsu Basho (mayo) (ciudad de Tokio) | Nagoya Basho (julio) (ciudad de Nagoya) | Aki Basho (septiembre) (ciudad de Tokio) | Kyushu Basho (noviembre) (ciudad de Fukuoka) | Victorias / Derrotas / Ausencias |
| 1979           | ─                                     | Maezumo Hatsu Dohyō 0 - 0            | Jonokuchi 7 Oeste 3 - 2 - 2          | Jonokuchi 8 Oeste 5 - 2                 | Jonidan 87 Oeste 3 - 4                   | Jonidan 99 Este 5 - 2                        | 16 - 10 - 2                      |
| 1980           | Jonidan 64 Este 3 - 4                 | Jonidan 83 Oeste 4 - 3               | Jonidan 56 Este 5 - 2                | Jonidan 17 Oeste 1 - 6                  | Jonidan 49 Oeste 3 - 4                   | Jonidan 59 Oeste 5 - 2                       | 21 - 21                          |
| 1981           | Jonidan 17 Oeste 5 - 2                | Sandanme 73 Oeste 3 - 4              | Sandanme 86 Oeste 7 - 0              | Makushita 58 Este 1 - 6                 | Sandanme 21 Oeste 3 - 4                  | Sandanme 32 Oeste 4 - 3                      | 23 - 19                          |
| 1982           | Sandanme 18 Este 5 - 2                | Makushita 53 Este 3 - 4              | Sandanme 6 Este 4 - 3                | Makushita 53 Oeste 3 - 4                | Sandanme 12 Oeste 6 - 1                  | Makushita 38 Oeste 4 - 3                     | 25 - 17                          |
| 1983           | Makushita 31 Oeste 5 - 2              | Makushita 18 Este 3 - 4              | Makushita 31 Este 4 - 3              | Makushita 21 Oeste 4 - 3                | Makushita 16 Oeste 3 - 4                 | Makushita 27 Este 2 - 5                      | 21 - 21                          |
| 1984           | Makushita 43 Oeste 6 - 1              | Makushita 19 Este 5 - 2              | Makushita 9 Este 4 - 3               | Makushita 5 Oeste 2 - 5                 | Makushita 20 Este 6 - 1                  | Makushita 6 Oeste 5 - 2                      | 28 - 14                          |
| 1985           | Makushita 1 Oeste 5 - 2               | Jūryō 10 Oeste 4 - 11                | Makushita 6 Oeste 5 - 2              | Jūryō 13 Oeste 6 - 9                    | Makushita 4 Oeste 4 - 3                  | Makushita 2 Oeste 6 - 1                      | 30 - 28                          |
| 1986           | Jūryō 9 Oeste 9 - 6                   | Jūryō 2 Oeste 9 - 6                  | Maegashira 14 Este 8 - 7             | Maegashira 10 Este 8 - 7                | Maegashira 3 Oeste 4 - 11                | Maegashira 9 Oeste 8 - 7                     | 50 - 40                          |
| 1987           | Maegashira 5 Oeste 6 - 9              | Maegashira 9 Este 8 - 7              | Maegashira 5 Este 5 - 10             | Maegashira 9 Oeste 9 - 6                | Maegashira 1 Oeste 3 - 12                | Maegashira 9 Este 8 - 7                      | 35 - 55                          |
| 1988           | Maegashira 2 Oeste 3 - 12             | Maegashira 9 Oeste 8 - 5 - 2         | Maegashira 5 Este 7 - 8              | Maegashira 6 Oeste 8 - 7                | Maegashira 1 Oeste 2 - 13                | Maegashira 12 Oeste 9 - 6                    | 37 - 51 - 2                      |
| 1989           | Maegashira 6 Este 8 - 7               | Maegashira 3 Este 3 - 12             | Maegashira 10 Este 8 - 7             | Maegashira 7 Oeste 6 - 9                | Maegashira 11 Este 9 - 6                 | Maegashira 4 Oeste 7 - 8                     | 41 - 49                          |
| 1990           | Maegashira 5 Este 9 - 6               | Maegashira 1 Oeste 2 - 13            | Maegashira 9 Este 11 - 4             | Komusubi 1 Este 2 - 13                  | Maegashira 9 Oeste 8 - 7                 | Maegashira 4 Este 6 - 9                      | 37 - 53                          |
| 1991           | Maegashira 7 Este 8 - 7               | Maegashira 2 Oeste 1 - 14            | Maegashira 15 Este 8 - 7             | Maegashira 11 Este 5 - 10               | Maegashira 15 Este 7 - 8                 | Jūryō 3 Este 7 - 8                           | 37 - 53                          |
| 1992           | Jūryō 2 Oeste 6 - 9                   | Jūryō 6 Este 6 - 9                   | Jūryō 10 Este 4 - 11                 | ─                                       | ─                                        | ─                                            | 16 - 29                          |

## En lucha
- Movimientos finales
  - Guillotine choke[1] - 2001-2011
  - Right-handed knockout punch[1] - 2002-2011
  - Sitout double underhook powerbomb[1][2] - 2000-2011
  - Boston crab[3] - 1994-2000

- Movimientos de firma
  - Abdominal strecht
  - Argentine backbreaker rack
  - Arm triangle choke
  - Big boot
  - Chokeslam[4]
  - Double underhook suplex[2]
  - Kimura lock[5]
  - Sleeper hold[1]
  - Standing ankle lock
  - Roundhouse kick

- Apodos
  - "King of Debt"[1]

## Campeonatos y logros
- HUSTLE
  - HUSTLE Hardcore Hero Championship (1 vez)
  - HUSTLE Super Tag Team Championship (1 vez) - con Genichiro Tenryu
  - HUSTLE King Hashimoto Memorial Six-Man Tag Tournament (2006) - con Masato Tanaka & Shinjiro Otani

- New Japan Pro Wrestling
  - IWGP Heavyweight Championship (1 vez)

- Pro Wrestling Illustrated
  - Situado en el Nº150 en los PWI 500 de 2002

## Récord en artes marciales mixtas
| Resultado | Récord | Oponente         | Método                        | Evento                                | Fecha                   | Ronda | Tiempo | Localización       | Notas |
| --------- | ------ | ---------------- | ----------------------------- | ------------------------------------- | ----------------------- | ----- | ------ | ------------------ | ----- |
| Derrota   | 2-4    | Rene Rooze       | TKO (puñetazos)               | Inoki Bom-Ba-Ye 2003                  | 31 de diciembre de 2003 | 1     | 0:50   | Kobe, Hyogo, Japón |       |
| Derrota   | 2-3    | Jan Nortje       | TKO (lesión)                  | Inoki Bom-Ba-Ye 2002                  | 31 de diciembre de 2002 | 2     | 0:57   | Saitama, Japón     |       |
| Derrota   | 2-2    | Kazuyuki Fujita  | Sumisión (arm triangle choke) | UFO Legend                            | 8 de agosto de 2002     | 1     | 2:46   | Tokio, Japón       |       |
| Victoria  | 2-1    | Jérôme Le Banner | Sumisión (forearm choke)      | Inoki Bom-Ba-Ye 2001                  | 31 de diciembre de 2001 | 2     | 2:50   | Saitama, Japón     |       |
| Derrota   | 1-1    | Rene Rooze       | KO (patada alta)              | K-1 Andy Memorial 2001 Japan GP Final | 19 de agosto de 2001    | 3     | 0:09   | Saitama, Japón     |       |
| Victoria  | 1-0    | Masaaki Satake   | Decisión (dividida)           | PRIDE 13                              | 25 de marzo de 2001     | 3     | 5:00   | Saitama, Japón     |       |